# HD 42301
HD 42301，又名BD-22 1327，SAO 171293、HR 2180，是一颗恒星，视星等为5.5，位于銀經229.01，銀緯-19，其B1900.0坐标为赤經6h 4m 45.6s，赤緯-22° -19′ 34″。